# Circuit des régions flamandes
Ne doit pas être confondu avec Circuit Het Volk, Tour de Belgique indépendants, Tour des Flandres ou À travers les Flandres.
Le Circuit des régions flamandes, (Omloop der Vlaamse Gouwen en flamand), est une ancienne course cycliste belge, disputée de 1928 à 1972. Dans ses premières années, cette compétition portait aussi le nom de Circuit des provinces flamandes. En 1943, deux podiums distinguaient les séniors (Pro A) et autres (individuels ? - Pro B).

## Palmarès
| Année        | Vainqueur               | Deuxième             | Troisième              |
| ------------ | ----------------------- | -------------------- | ---------------------- |
| 1928         | Jules Van Hevel         | Joseph Dervaes       | René Vermandel         |
| 1930         | Gérard Loncke           | Alfred Hamerlinck    | Jules Deschepper       |
| 1931         | Jef Demuysere           | Hermann Buse         | Alfred Hamerlinck      |
| 1932         | Alfons Deloor           | Joseph Wauters       | Frans Bonduel          |
| 1933         | Louis Hardiquest        | Edward Vissers       | Denis Verschueren      |
| 1934         | Louis Hardiquest        | Frans Dictus         | Gustave Van Slembrouck |
| 1935         | Camille Van Iseghem     | Peter Lely           | Romain Maes            |
| 1937         | Karel Tersago           | Marcel Kint          | Gérard Desmet          |
| 1938         | Sylvain Grysolle        | Constant Lauwers     | Lucien Vlaemynck       |
| 1939         | Romain Maes             | Achiel Buysse        | Sylvain Grysolle       |
| 1940         | Albert Hendrickx        | Frans Bonduel        | Achiel Buysse          |
| 1941         | Karel Kaers             | Albert Hendrickx     | Louis Van Espenhout    |
| 1942         | Odiel Vanden Meerschaut | André Maelbrancke    | Albéric Schotte        |
| 1943 - Pro A | Richard Kemps           | Kamiel Beeckman      | André Declerck         |
| 1943 - Pro B | Ernest Sterckx          | Désiré Stadsbaeder   | W. Dewolf              |
| 1944         | Rik Van Steenbergen     | Désiré Stadsbaeder   | Joseph Moerenhout      |
| 1946         | Albéric Schotte         | André Pieters        | Lucien Vlaemynck       |
| 1947         | Achiel Buysse           | Gustaaf Van Overloop | Prosper Depredomme     |
| 1948         | Albert Sercu            | Marcel Ryckaert      | Georges Claes          |
| 1949         | André Declerck          | Valère Ollivier      | Camille Beeckman       |
| 1950         | Ernest Sterckx          | Raymond Impanis      | Georges Claes          |
| 1951         | Frans Sterckx           | Gerard Buyl          | André Declerck         |
| 1952         | Eugène Van Roosbroeck   | Valère Ollivier      | Ernest Sterckx         |
| 1953         | René Mertens            | Roger Desmet         | Marcel Ryckaert        |
| 1954         | Alfons Vandenbrande     | René Mertens         | Gaston De Wachter      |
| 1955         | Ludo Van Der Elst       | Roger Decock         | Charles Van Dormael    |
| 1956         | Roger Verplaetse        | Roger Decock         | Gilbert Desmet         |
| 1957         | Jozef Schils            | Pierre Machiels      | Norbert Kerckhove      |
| 1958         | André Auquier           | Maurice Meuleman     | Frans Aerenhouts       |
| 1959         | Yvo Molenaers           | Michel Stolker       | Marcel Janssens        |
| 1960         | Jean Forestier          | Michel Van Aerde     | André Noyelle          |
| 1961         | André Vlayen            | Gilbert Maes         | Arthur Decabooter      |
| 1962         | Edgard Sorgeloos        | Arthur Decabooter    | Jos Hoevenaars         |
| 1963         | Rik Van Looy            | Noël Foré            | Frans Aerenhouts       |
| 1964         | Gustaaf De Smet         | Lode Troonbeeckx     | Benoni Beheyt          |
| 1965         | Roger Baguet            | Vincent Denson       | Roger De Coninck       |
| 1966         | Albert Van Vlierberghe  | Jan Lauwers          | Gerben Karstens        |
| 1967         | Arthur Decabooter       | Jos Haeseldonckx     | Noël Foré              |
| 1968         | Etienne Sonck           | Roger Rosiers        | Daniel Van Ryckeghem   |
| 1969         | Frans Verbeeck          | Harry Steevens       | Patrick Sercu          |
| 1970         | André Dierickx          | Frans Verbeeck       | Herman Vrijders        |
| 1972         | Raphaël Hooyberghs      | Ronny Van de Vijder  | Michael Wright         |